# Брезовец (Свети Мартин на Мури)
Брезовец је насељено место у саставу општине Свети Мартин на Мури у Међимурској жупанији, Хрватска. До територијалне реорганизације у Хрватској налазио се у саставу старе општине Чаковец.

## Становништво
На попису становништва 2011. године, Брезовец је имао 197 становника.

## Попис1991.
На попису становништва 1991. године, насељено место Брезовец је имало 203 становника, следећег националног састава:
| Попис 1991.‍ | Попис 1991.‍ | Попис 1991.‍ | Попис 1991.‍ | Попис 1991.‍ |
| ----------- | ----------- | ----------- | ----------- | ----------- |
|             |             |             |             |             |
| Хрвати      | Хрвати      |             | 195         | 96,05%      |
| Словенци    | Словенци    |             | 7           | 3,44%       |
| непознато   | непознато   |             | 1           | 0,49%       |
| укупно: 203 |             |             |             |             |